# Coupe de la Ligue japonaise de football 2006
Navigation
Coupe de la Ligue 2005 Coupe de la Ligue 2007
La coupe de la Ligue japonaise 2006 est la 14e édition de la Coupe de la Ligue japonaise, organisée par la J.League, elle oppose les 18 équipes de J.League du 29 mars 2006 au 3 novembre 2006.
Le vainqueur se qualifie pour la Coupe Levain.

## Format
Les 18 équipes évoluant en J.League 2006 participent au tournoi et le participants de la Ligue des champions de l'AFC 2006 participent à partir des 1/4 de finale.

## Phase de groupes
Les premiers de chaque groupe et les deux meilleurs deuxièmes se qualifient pour les 1/4 de finales.

### Groupe A
| Rang | Équipe              | Pts | J | G | N | P | Bp | Bc | Diff |  | Résultats (▼ dom., ► ext.) | URA | YOK | FUK | FCT |
| ---- | ------------------- | --- | - | - | - | - | -- | -- | ---- |  | -------------------------- | --- | --- | --- | --- |
| 1    | Urawa Red Diamonds  | 16  | 6 | 5 | 1 | 0 | 14 | 5  | +9   |  | Urawa Red Diamonds         |     | 4-2 | 3-1 | 2-0 |
| 2    | Yokohama F. Marinos | 10  | 6 | 3 | 1 | 2 | 9  | 8  | +1   |  | Yokohama F. Marinos        | 1-2 |     | 1-0 | 2-0 |
| 3    | Avispa Fukuoka      | 5   | 6 | 1 | 2 | 3 | 4  | 8  | -4   |  | Avispa Fukuoka             | 1-3 | 1-1 |     | 0-0 |
| 4    | FC Tokyo            | 2   | 6 | 0 | 2 | 4 | 1  | 7  | -6   |  | FC Tokyo                   | 0-0 | 1-2 | 0-1 |     |

### Groupe B
| Rang | Équipe             | Pts | J | G | N | P | Bp | Bc | Diff |  | Résultats (▼ dom., ► ext.) | KAW | KAS | OIT | KYO |
| ---- | ------------------ | --- | - | - | - | - | -- | -- | ---- |  | -------------------------- | --- | --- | --- | --- |
| 1    | Kawasaki Frontale  | 15  | 6 | 5 | 0 | 1 | 14 | 8  | +6   |  | Kawasaki Frontale          |     | 2-1 | 1-0 | 4-1 |
| 2    | Kashima Antlers    | 9   | 6 | 3 | 0 | 3 | 12 | 9  | +3   |  | Kashima Antlers            | 3-1 |     | 4-1 | 3-2 |
| 3    | Oita Trinita       | 9   | 6 | 3 | 0 | 3 | 6  | 9  | -3   |  | Oita Trinita               | 0-2 | 1-0 |     | 2-1 |
| 4    | Kyoto Purple Sanga | 3   | 6 | 1 | 0 | 5 | 10 | 16 | -6   |  | Kyoto Purple Sanga         | 3-4 | 2-1 | 1-2 |     |

### Groupe C
| Rang | Équipe                    | Pts | J | G | N | P | Bp | Bc | Diff |  | Résultats (▼ dom., ► ext.) | ICH | SHI | NII | HIR |
| ---- | ------------------------- | --- | - | - | - | - | -- | -- | ---- |  | -------------------------- | --- | --- | --- | --- |
| 1    | JEF United Ichihara Chiba | 13  | 6 | 4 | 1 | 1 | 10 | 7  | +3   |  | JEF United Ichihara Chiba  |     | 1-0 | 3-2 | 2-1 |
| 2    | Shimizu S-Pulse           | 8   | 6 | 2 | 2 | 2 | 8  | 8  | 0    |  | Shimizu S-Pulse            | 1-0 |     | 1-2 | 2-2 |
| 3    | Albirex Niigata           | 6   | 6 | 1 | 3 | 2 | 7  | 8  | -1   |  | Albirex Niigata            | 0-0 | 3-3 |     | 0-1 |
| 4    | Sanfrecce Hiroshima       | 5   | 6 | 1 | 2 | 3 | 7  | 9  | -2   |  | Sanfrecce Hiroshima        | 3-4 | 0-1 | 0-0 |     |

### Groupe D
| Rang | Équipe               | Pts | J | G | N | P | Bp | Bc | Diff |  | Résultats (▼ dom., ► ext.) | OSA | IWA | KOF | OMI | NAG |
| ---- | -------------------- | --- | - | - | - | - | -- | -- | ---- |  | -------------------------- | --- | --- | --- | --- | --- |
| 1    | Cerezo Osaka         | 12  | 6 | 3 | 3 | 0 | 8  | 5  | +3   |  | Cerezo Osaka               |     | 1-0 |     | 3-2 | 1-1 |
| 2    | Júbilo Iwata         | 10  | 6 | 3 | 1 | 2 | 10 | 9  | +1   |  | Júbilo Iwata               |     |     | 1-2 | 2-1 | 2-1 |
| 3    | Ventforet Kōfu       | 8   | 6 | 2 | 2 | 2 | 8  | 7  | +1   |  | Ventforet Kōfu             | 0-1 | 2-2 |     |     | 1-1 |
| 4    | Omiya Ardija         | 7   | 6 | 2 | 1 | 3 | 9  | 10 | -1   |  | Omiya Ardija               | 1-1 | 2-3 | 1-0 |     |     |
| 5    | Nagoya Grampus Eight | 3   | 6 | 0 | 3 | 3 | 6  | 10 | -4   |  | Nagoya Grampus Eight       | 1-1 |     | 1-3 | 1-2 |     |

### Phase finale
|  | Quarts de finale          | Quarts de finale          | Quarts de finale          | Quarts de finale          |                   |                   | Demi-finales | Demi-finales | Demi-finales | Demi-finales |  |  | Finale                          | Finale | Finale | Finale |
|  |                           |                           |                           |                           |                   |                   |              |              |              |              |  |  |                                 |        |        |        |
|  |                           |                           |                           |                           |                   |                   |              |              |              |              |  |  | Stade olympique national, Tokyo |        |        |        |
|  |                           |                           |                           |                           |                   |                   |              |              |              |              |  |  |                                 |        |        |        |
|  | Kashima Antlers           | Kashima Antlers           | 0                         | 2                         |                   |                   |              |              |              |              |  |  |                                 |        |        |        |
|  | Kashima Antlers           | Kashima Antlers           | 0                         | 2                         |                   |                   |              |              |              |              |  |  |                                 |        |        |        |
|  | Gamba Osaka               | Gamba Osaka               | 0                         | 0                         |                   |                   |              |              |              |              |  |  |                                 |        |        |        |
|  | Gamba Osaka               | Gamba Osaka               | 0                         | 0                         | Kashima Antlers   | Kashima Antlers   | 1            | 1E           |              |              |  |  |                                 |        |        |        |
|  |                           |                           |                           |                           | Kashima Antlers   | Kashima Antlers   | 1            | 1E           |              |              |  |  |                                 |        |        |        |
|  |                           |                           | Yokohama F. Marinos       | Yokohama F. Marinos       | 0                 | 2                 |              |              |              |              |  |  |                                 |        |        |        |
|  | Yokohama F. Marinos       | Yokohama F. Marinos       | Yokohama F. Marinos       | Yokohama F. Marinos       | 0                 | 2                 | 2            | 2            |              |              |  |  |                                 |        |        |        |
|  | Yokohama F. Marinos       | Yokohama F. Marinos       |                           |                           |                   |                   |              | 2            |              |              |  |  |                                 |        |        |        |
|  | Júbilo Iwata              | Júbilo Iwata              | 1                         | 0                         |                   |                   |              |              |              |              |  |  |                                 |        |        |        |
|  | Júbilo Iwata              | Júbilo Iwata              | 1                         | 0                         | Kashima Antlers   | Kashima Antlers   | 0            | 0            |              |              |  |  |                                 |        |        |        |
|  |                           |                           |                           |                           | Kashima Antlers   | Kashima Antlers   | 0            | 0            |              |              |  |  |                                 |        |        |        |
|  |                           |                           | JEF United Ichihara Chiba | JEF United Ichihara Chiba | 2                 | 2                 |              |              |              |              |  |  |                                 |        |        |        |
|  | Urawa Red Diamonds        | Urawa Red Diamonds        | JEF United Ichihara Chiba | JEF United Ichihara Chiba | 2                 | 2                 | 4            | 1            |              |              |  |  |                                 |        |        |        |
|  | Urawa Red Diamonds        | Urawa Red Diamonds        |                           |                           |                   |                   |              |              |              |              |  |  |                                 |        |        |        |
|  | Kawasaki Frontale         | Kawasaki Frontale         | 3                         | 2E                        |                   |                   |              |              |              |              |  |  |                                 |        |        |        |
|  | Kawasaki Frontale         | Kawasaki Frontale         | 3                         | 2E                        | Kawasaki Frontale | Kawasaki Frontale | 2            | 2            |              |              |  |  |                                 |        |        |        |
|  |                           |                           |                           |                           | Kawasaki Frontale | Kawasaki Frontale | 2            | 2            |              |              |  |  |                                 |        |        |        |
|  |                           |                           | JEF United Ichihara Chiba | JEF United Ichihara Chiba | 2                 | 3ap               |              |              |              |              |  |  |                                 |        |        |        |
|  | Cerezo Osaka              | Cerezo Osaka              | JEF United Ichihara Chiba | JEF United Ichihara Chiba | 2                 | 3ap               | 2            | 2            |              |              |  |  |                                 |        |        |        |
|  | Cerezo Osaka              | Cerezo Osaka              |                           |                           |                   |                   |              | 2            |              |              |  |  |                                 |        |        |        |
|  | JEF United Ichihara Chiba | JEF United Ichihara Chiba | 5                         | 3                         |                   |                   |              |              |              |              |  |  |                                 |        |        |        |
|  | JEF United Ichihara Chiba | JEF United Ichihara Chiba | 5                         | 3                         |                   |                   |              |              |              |              |  |  |                                 |        |        |        |
|  |                           |                           |                           |                           |                   |                   |              |              |              |              |  |  |                                 |        |        |        |

### Quarts de finale
| Équipe              | Aller | Total  | Retour | Équipe                    |
| ------------------- | ----- | ------ | ------ | ------------------------- |
| Urawa Red Diamonds  | 4 - 3 | 5 - 5E | 1 - 2  | Kawasaki Frontale         |
| Yokohama F. Marinos | 2 - 1 | 4 - 1  | 2 - 0  | Júbilo Iwata              |
| Cerezo Osaka        | 2 - 5 | 4 - 8  | 2 - 3  | JEF United Ichihara Chiba |
| Kashima Antlers     | 0 - 0 | 2 - 0  | 2 - 0  | Gamba Osaka               |

### Demi-finales
| Équipe            | Aller | Total  | Retour  | Équipe                    |
| ----------------- | ----- | ------ | ------- | ------------------------- |
| Kashima Antlers   | 1 - 0 | 2E - 2 | 1 - 2   | Yokohama F. Marinos       |
| Kawasaki Frontale | 2 - 2 | 4 - 5  | 2 - 3ap | JEF United Ichihara Chiba |

### Finale
| Vendredi 3 novembre 2006             | Kashima Antlers         | 0 - 2   | JEF United Ichihara Chiba | Stade olympique national, Tokyo                |                                                |
| 14h00 (UTC+9) (6h00 heure française) |                         | (0 - 0) | 80e Mizuno · 82e Abe      | Spectateurs : 44 704 Arbitrage : Toru Kamikawa | Spectateurs : 44 704 Arbitrage : Toru Kamikawa |
| 14h00 (UTC+9) (6h00 heure française) | Santos 11e · Araiba 56e | Rapport |                           | Spectateurs : 44 704 Arbitrage : Toru Kamikawa | Spectateurs : 44 704 Arbitrage : Toru Kamikawa |

## Statistiques

### Meilleurs buteurs
|                    | Buteur           | Club                      | Buts | MJ |
| ------------------ | ---------------- | ------------------------- | ---- | -- |
| Médaille d'or      | Washington       | Urawa Red Diamonds        | 9    | 6  |
| Médaille d'argent  | Juninho          | Kawasaki Frontale         | 6    | 10 |
| Médaille de bronze | Mario Haas       | JEF United Ichihara Chiba | 5    | 8  |
| 4                  | Satoru Yamagishi | JEF United Ichihara Chiba | 5    | 10 |
| 5                  | Alex Mineiro     | Kashima Antlers           | 5    | 9  |